# 工作中心
工作中心（Work Center）是在企业生产规划中，人为划定的具有某种生产能力的单元。工作中心的规模和构成没有固定的标准，需要根据企业实际情况和MRP软件使用情况确定。
值得注意的是，生产中心不是资产管理或者设备管理范畴的概念。
在企业制造流程中处于关键或瓶颈部位的工作中心也被称为关键工作中心（Critical Work Center），是粗能力计划的计算对象。